# Ахметов, Кырым Камигалиевич
Кырым Камигалиевич Ахметов (каз. Қырым Кәмиғалиұлы Ахметов; род. 16 июля 1947) — советский и казахстанский хирург, доктор медицинских наук (1992), профессор (1997), член-корреспондент АМН Казахстана (1998), член Международного общества хирургов (1998). Специалист в области микрохирургии, нейрохирургии, неврологии. Автор около 180 научных работ. Дипломант первой премии Фонда развития медицинской науки Казахстана «Авиценна» за монографию «Клиническая микрохирургия» (1994). Лауреат Государственной премии Республики Казахстан (1999) за цикл работ «Внедрение новых технологий в хирургии».

## Биография
Кырым Ахметов родился 16 июля 1947 года в Костанайской области в казахской семье. В 1971 году окончил Алма-Атинский государственный медицинский институт по специальности «лечебное дело». Работал хирургом в 4-й городской клинической больнице, затем в 1-й городской больницы Алма-Аты. В 1976—1982 годах учился в Москве в аспирантуре Центрального института усовершенствования врачей. В 1983—2001 годах — заведующий отделом микрохирургии в Научном центре хирургии. С 2001 года — директор филиала НЦХ им. А. Н. Сызганова в Астане. В 2003—2007 годах — заместитель директора по научной работе Национального научного медицинского центра Астаны. С 2007 года — проректор по клинической работе Казахской государственной медицинской академии.

## Сочинения
- Оглезнев К. Я., Ахметов К. К. Оперативные доступы к плечевому сплетению // Учебное пособие. Москва. −1982. — 48с.
- Алиев М. А., Ахметов К. К. Клиническая микрохирургия. — Алматы. — 1994. — 142 с.
- Алиев М. А., Ахметов К. К., Мун Т. Н. Реконструктивная микрохирургия сосудов голени при критической ишемии. — Алматы. — 1995. — 107с.
- Алиев М. А., Мухамеджанов И. Х., Ахметов К. К. Диагностика и лечение лимфедемы конечностей. Алматы. — 1995. — 165 с.
- Алиев М. А., Ахметов К. К., Доскалиев Ж. А., Алдангарова Г. А. Прецизионная хирургия трубно-перитонеального бесплодия. — Алматы. — 1997. — 120с
- Алиев М. А., Ахметов К. К., Юнусов М. Ю., Минаев Т. Р., Мурадов М. И. Хирургия травм лучевого нерва. — Алматы-Ташкент. — 1998. — 128 с.
- Лохвицкий С. В., Ахметов К. К., Исмаилов Ж. К. Транспозиция и трансплантация большого сальника в хирургии конечностей. — Алматы — 1999 — 100с.